# ジョセフィン・ベーカー
ジョセフィン・ベイカー（Josephine Baker、1906年6月3日 - 1975年4月12日）は、アメリカ・セントルイス出身のジャズ歌手・女優である。フランス語読みで「ジョゼフィーヌ・バケル」とも呼ばれる。
生まれたときの名前は、フリーダ・ジョセフィン・マクドナルド（Freda Josephine McDonald）。1937年、フランス国籍を取得している。「黒いヴィーナス」の異名をとった。

## 生涯

### 若年期
ジョセフィンは、ユダヤ系スペイン人のドラマー、エディー・カーソン（Eddie Carson）とアフリカ系アメリカ人の洗濯婦のキャリー・マクドナルド（Carrie McDonald）との間の私生児として、ミズーリ州セイントルイスで生まれた。
彼女は、非常に貧しい環境の中で育つ。1917年7月2日、彼女はセイントルイスで人種差別を経験して、これが彼女が後に人種差別撤廃運動に熱心に肩入れする背景となる。13歳で、母親によってかなり年配の黒人男性と結婚させられるが、数週間しか結婚生活は続かなかった。そのあと家出。1921年、彼女は鉄道車掌の黒人ウィリー・ベイカー（Willie Baker）と結婚し、1925年に離婚するが、この苗字を彼女はその後もしばらくの間使用している。

### デビュー

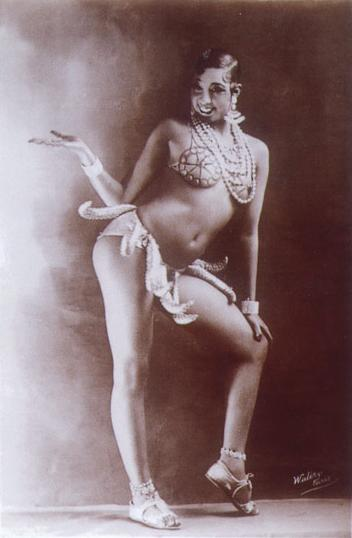
レビューに出演していた頃の写真（1927年）

彼女のキャリアは、16歳でフィラデルフィアのスタンダード劇場でのデビューから始まる。その後すぐニューヨークに行き、ちょうど半年間アメリカを巡業していたボードビル・グループに参加。1923年-1924年、ニューヨークのでミュージカルコメディ「シャッフル・アロング（Shuffle Along）」でコーラスガールの役を得た後、黒人のレビューグループ、チョコレート・ダンディーズ（The Cholocate Dandies）のメンバーとなる。ニューヨークのプランテーション・クラブに出演した後、1925年10月2日、パリのシャンゼリゼ劇場に出ていた「レビュー・ネグロ（黒人レビュー）」に加わることになる。
このダンスで彼女は、初めてチャールストンを目の当たりにしたパリの観客をたちまち虜にしてしまう。舞踏ジャーナリストのアンドレ・ルヴァンソン（André Levinson）は、「ジョセフィンは、不恰好な黒人のダンサーだと思ったらとんでもない間違いで、彼女こそ詩人ボードレールが夢に見た褐色の女神」と熱狂して賛辞を送り、アーネスト・ヘミングウェイは「これまで見たことのある最もセンセイショナルな女性」と称えた。
レビュー・ネグロは、さらにブリュッセル、ベルリンでも公演を行い、ドイツではベルリンのクァフュルステンダムのネルソン劇場で1926年1月14日にドイツでの初演を行っている。1926年から1927年、彼女はまさにフォリー・ベルジェール劇場のスターだった。彼女はルイ・ケーナシャンの2つのレビューに出演、バナナを腰の周りにぶら下げただけという有名な衣装で踊った。

### スターに
1926年の末にベイカーは、それまでベイカーのショーの美術を手伝っていたシチリアの石工ジュゼッペ・ペピート・アバティーノ（Giuseppe Pepito Abatino）と結婚して、世間の話題を一身に集める。アバティーノは「ディ・アルベルティーニ」と自称していたが、ベイカーの恋人兼マネージャーの役についていた。ジョゼフィン・ベーカー改め「ジョゼフィーヌ・ディ・アルベルティーニ」となったベイカーは、最初にヨーロッパの貴族としての名を持ったアフリカ系アメリカ人女性ということになった。
当時ベイカーは、ラングストン・ヒューズやパブロ・ピカソ、アーネスト・ヘミングウェイなど同時代の作家、画家、彫刻家にとっての美の女神、大衆にとってのセックス・シンボルとなった。想像を超えたエロティックな衣装と踊りのために、ベイカーはウィーン、プラハ、ブダペスト、そしてミュンヘンの劇場で出演を禁止されてしまう。それほどまでにベイカーはセンセイショナルな存在になったのである。

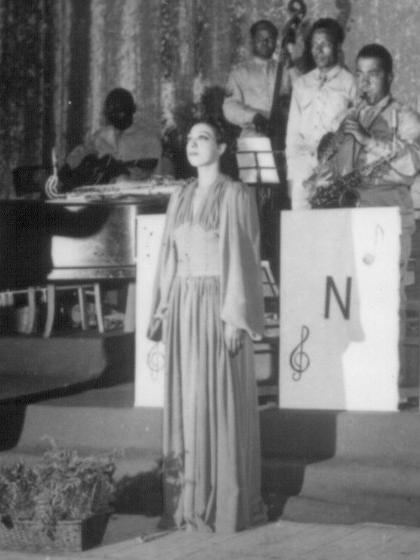
アルジェリアのオランにて(1943年)

また、建築家のアドルフ・ロースは、1928年にベイカーのために白黒の大理石の正面玄関を持つ家を設計したが、それは実際に建築するまでには至らなかった。
東ヨーロッパと南アメリカ公演旅行の後、ベイカーは今度は歌手としてもデビューを果たす。「二つの愛」（J'ai deux amours）、「ハイチ」（Haiti）、「かわいいトンキン娘」（La Petite Tonkinoise）、「かわいいベイビー」（Pretty Little Baby）は、彼女の最も成功した歌である。彼女は映画にも出演し、「南海の女王」（La Sirène des Tropiques、1927年）、「はだかの女王」（Zouzou、1934年）、 そして「タムタム姫」（Princesse Tam-Tam、1935年）で主演をしている。

### フランス市民権取得
たちまちにして「フランスで最も成功したアメリカ人」となったベイカーは、そのために人種差別の酷い祖国アメリカでは、人種的な差別、偏見に人一倍さらされることとなった。
1936年にアメリカで「ジーグフェルド・フォリーズ」のショーでメンバーから外され、それにショックを受ける。また私生活でもあまり幸福ではなかった。アメリカにおける人種差別に嫌気がさしたベイカーは、1937年にフランスの市民権を取得する。

### 第二次世界大戦前後

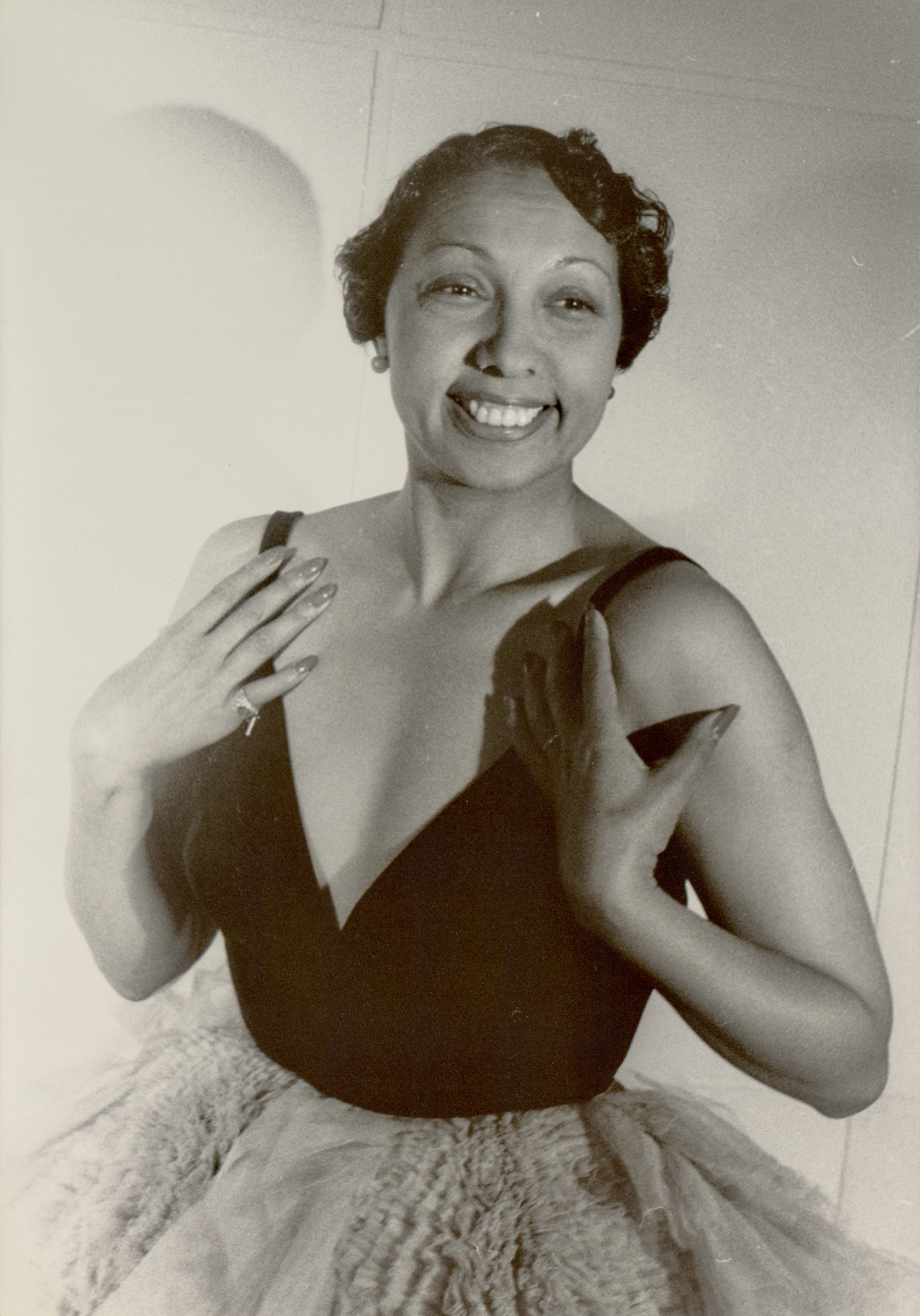
1949年

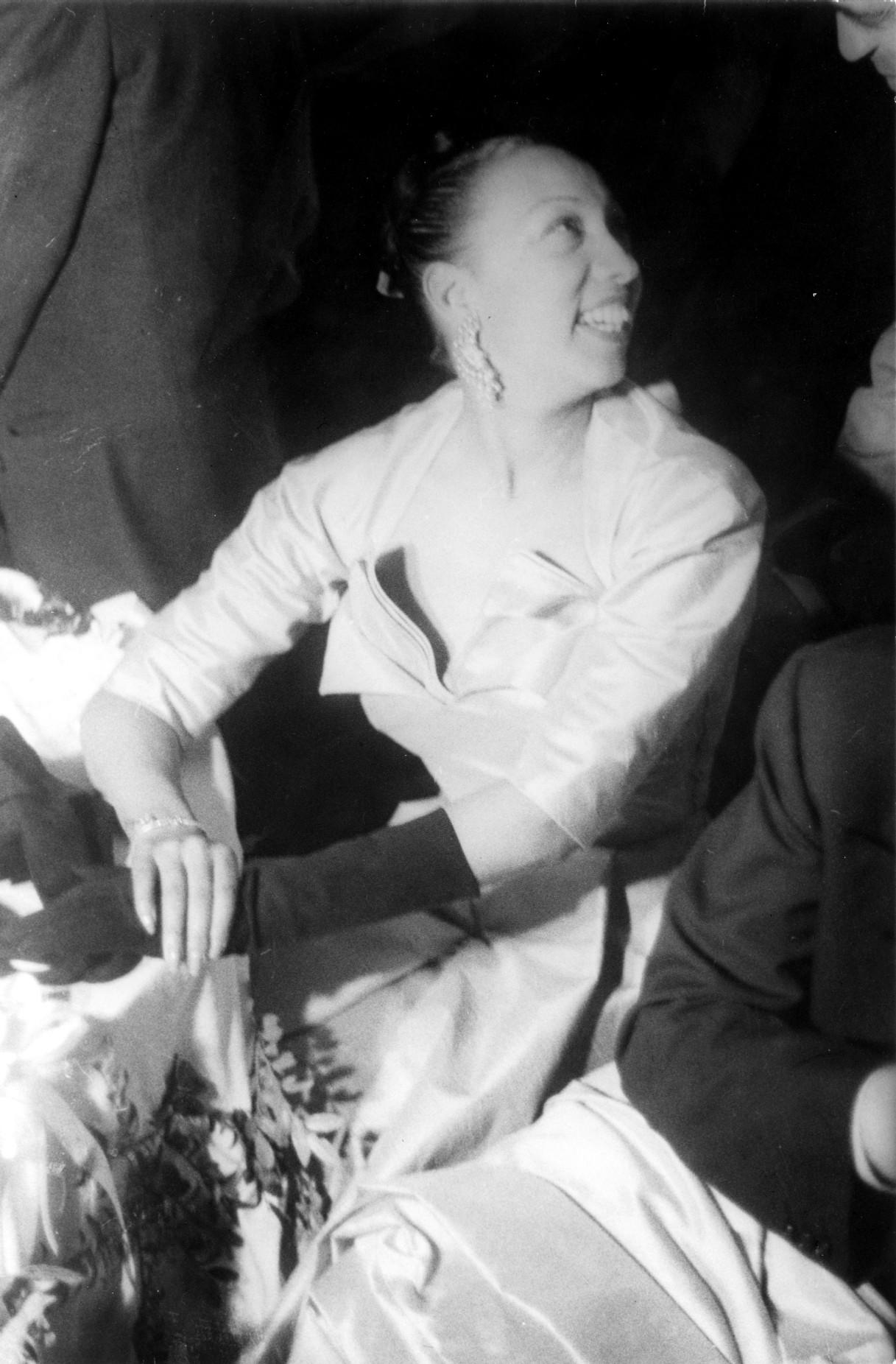
1951年

1939年9月に始まった第二次世界大戦の最中を、ベーカーはドイツ軍に北部を占領され、南部に親独政権であるヴィシー政権が樹立されたフランスと、その植民地であった北アフリカのアルジェリアで過ごした。
ベーカーは自由フランス軍の前面に出て、レジスタンス運動や秘密情報部の活動に携わった。ベーカーはまた飛行士の資格も取得し、自由フランス軍の中尉になっている。戦後これらの功績によりレジオンドヌール勲章などを授与された。

### 人種差別とグレース・ケリーとの交友
ベーカーは第二次世界大戦後もフランスで生活していたが、1950年代にはアメリカの公民権運動の支援に手を貸している。また、ベーカーはさまざまな人種の12人の孤児を養子とし、しばしば経済的な危機に瀕しながらもフランスの古城で生活を共にした。エリザベス・サンダース・ホームの沢田美喜とは同志かつ親友と呼べる間柄で、養子をサンダースホームから譲り受け育てた。
1954年に来日。4月28日の帝国劇場で行われたコンサートは、混血児救済を目的としたものとなり、公演収入をホームに寄付するなど惜しみない援助を行っている。
1951年に、ニューヨークのナイトクラブに客として入店しようとしたベーカーを、店が拒否するという人種差別事件（「ストーク・クラブ事件」）が起きた。この時、たまたま店に居合わせて、店側に猛然と抗議するベーカーの様子を見た映画女優のグレース・ケリーは、初対面の彼女を庇って一緒に店を出て、自分のパーティーが終わるまで店に戻らなかった。
これがきっかけで始まった2人の交友は、ケリーがその後モナコ公妃になってからも長く続くこととなり、ベーカーが経済的に危機に陥った際にケリーが援助したりした。

### 引退とカムバック
1954年（昭和29年）4月11日にエールフランス機でパリを出発。4月13日午後8時半に羽田空港に到着し、来日を果たした。4月19日長崎市、4月20日佐世保市、4月21日福岡市、4月22日名古屋市 と各地でのコンサートに出演。4月23日、広島市で公演。原爆死没者慰霊碑に参拝。4月25日から29日まで東京都・帝国劇場、5月1日には京都の弥栄会館で公演を行い人気を博した。 また、5月2日から3日まで宝塚大劇場でも公演を行った。
1956年にベーカーは舞台からの引退声明を発表したが、1961年には早くもカムバックし、1973年にはニューヨークで行われたカーネギー・ホールでの公演で大成功を収めている。
またこの頃ベーカーは、1950年代後半からアメリカで活発になった人種差別撤廃運動、いわゆる公民権運動に協力し、1963年8月にマーティン・ルーサー・キングの呼びかけで行われたワシントン大行進にはハリー・ベラフォンテやマーロン・ブランド、チャールトン・ヘストンらとともに参加している。

### 死去
1975年4月8日に、フランスのパリでベーカーの芸能生活50周年を祝うショーの初日の公演が行われた。その直後に脳溢血に襲われ、4月12日死去。モナコの墓地に埋葬された。没後46年経った2021年11月には、黒人女性として、また芸能人として初めてパンテオンに祀られた（セントルイスやパリ等、ゆかりのある4箇所の土が入った棺が、内部の霊廟に安置されている）。
ベーカーは、数多くの自叙伝を執筆し、その都度キャリアや家族のことについて食い違いを見せている。ベーカーは、フランスの戦没者慰霊碑にその栄誉を称えられた最初のアメリカ人でもある。数奇なベーカーの人生は、映画、TVドラマ、舞台劇でもしばしば取り上げられている。

## 私生活
ベーカーは、6度の結婚を経験している。最初は鋳物工場の職人ウィリー・ウェルズ（1919年結婚し、離婚）、列車のポーター、ウィリアム・ハワード・ベーカー（1921年結婚し、離婚）、ジュゼッペ・ペピート・アバチーノ（1926年結婚、一種の宣伝行為、法的には拘束力なし）、フランスの製糖業界の大物ジャン・リヨン（1937年 - 1940年）、フランスのバンドリーダー、ジョー・ブイヨン（1947年結婚、1957年別居、そのまま離婚）、そしてアメリカ人のアーティスト、ロバート・ブラッドレー（1928年 - 1986年、結婚したのは1973年、ただし法的拘束力のないもの、1974年に別れている）の6人である。

## 出演映画
- ダンセ・パリ La Folie du jour (1927)
- モン・パリ La Revue des revues (1927)... aka Mon Paris
- 南海の女王 La Sirène des tropiques (1927)... aka Siren of the Tropics
- はだかの女王 Zouzou (1934)
- タムタム姫 Princesse Tam Tam (1935)
- Moulin Rouge (1941)
- Fausse alerte (1945)... aka The French Way
- An jedem Finger zehn (1954)... aka Ten on Every Finger
- Carosello del varietà (1955)
- Grüsse aus Zürich (1963)(TV)

## 文献
- 荒このみ『歌姫あるいは闘士ジョセフィン・ベイカー』講談社、2007年6月、ISBN 4062140780
- 猪俣良樹『黒いヴィーナスジョセフィン・ベイカー　狂瀾の1920年代、パリ』青土社、2006年8月、ISBN 479176286X
- 髙山文彦『孤児たちの城　ジョセフィン・ベーカーと囚われた13人』新潮社、2008年9月、ISBN 9784104222049
- フィリス・ローズ『ジャズ・クレオパトラ　パリのジョゼフィン・ベーカー』野中邦子訳、平凡社、1991年11月、ISBN 4582373119
  - 原著: Phyllis Rose, Jazz Cleopatra: Josephine Baker in Her Time, Doubleday, September 27, 1989, ISBN 0385248911, Paperback: Vintage, January 2, 1991, 0679731334

- Jean-Claude Baker, Josephine: The Hungry Heart, Random House, December 28, 1993, ISBN 0679409157, Paperback: Cooper Square Press, September 25, 2001, ISBN 0815411723
- Josephine Baker, Jo Bouillon, Mariana Fitzpatrick, Josephine, Paragon House Publishers, May 1988, ISBN 1557781087, Revised edition: Marlowe & Co, January 1995, ISBN 1569249784
- Paul Colin, Karen C. C. Dalton, Henry Louis Gates, Josephine Baker and LA Revue Negre: Paul Colin's Lithographs of Le Tumulte Noir in Paris, 1927, Harry N Abrams,  September 1998, ISBN 0810927721
- Lynn Haney, Naked at the Feast: The Biography of Josephine Baker, Robson Books, June 1995, ISBN 0788161199, Reprint: Robson Books, January 2003, ISBN 1861055072
- Alan Schroeder, Josephine Baker (Black Americans of Achievement), Chelsea House Publishers, December 1995, ISBN 0791011429
- Ean Wood, The Josephine Baker Story, Sanctuary Publishing, Ltd, October 2000, ISBN 1860742866, Paperback: Totem Books, May 2002, ISBN 1860743943